# Portuguese Flat
Portugues Flat était un camp de mineurs situé dans l'actuel comté de Shasta en Californie. Il fut construit au début des années 1850, à environ 55 kilomètres au nord de Redding. Son nom vient du fait que la majorité des mineurs qui y habitaient étaient originaires du Portugal.